# إليجه ليتانا
إليجه ليتانا (بالإنجليزية: Elijah Litana)‏، من مواليد 5 ديسمبر 1970م، وهو لاعب زامبيا محترف سابقاً، شارك مع المنتخب الزامبي في نهائيات كأس الأمم الأفريقية 4 مرات متتالية، حيث حقق البرونزية سنة 1996م، وقبله وصيف لبطل كأس الأمم الأفريقية سنة 1994م، أشتهر ليتانا بأنه لعب مع نادي الهلال السعودي من عام 1995م إلى سنة 2000م.

## وصلة خارجية
- إليجه ليتانا على موقع الاتحاد الدولي (مؤرشف)  (الإنجليزية)
- إليجه ليتانا على موقع قاعدة بيانات كرة القدم.إي يو (الإنجليزية)
- إليجه ليتانا على موقع ناشيونال فوتبول تيمز (الإنجليزية)